# Нарбонска Галия
Нарбонска Галия (на латински: Gallia Narbonensis) е една от провинциите на Римската република, а по-късно и на Римската империя, включваща територията на днешна южна Франция, а главен град е Нарбонa. Присъединена е през 121 пр.н.е. като първата отвъдалпийска римска територия и започва да се администрира като сенатска провинция. Нарбонска Галия граничи с провинциите Италия на изток, Галия Аквитания на запад, Близка Испания на югозапад и Лугдунска Галия на север. Владението на тази територия позволява на Рим да контролира търговския маршрут между Италия и Тараконска Испания, а също и по Ронската низина, както и да предотвратява нахлувания на агресивните галски племена на римска територия.

## Под римско влияние
Преди римското завоевание районът е наричан Далечна или Отвъдалпийска Галия (на латински: Gallia Transalpina), а като римска провинция е наричана и на латински: Gallia bracata според възприемания от римляните за варварски обичай на местните келтски и лигурски племена да носят бричове или панталони (на латински: bracae), в противовес на Цизалпийска Галия, която често е наричана на латински: Gallia togata, тъй като галските ѝ жители носят тоги по римски образец. След като столицата ѝ се пренася в основания през 118 пр.н.е. град Нарбона, провинцията е преименувана на Нарбонска Галия. Селищата в нея са зависили икономически от морската търговия с Рим още преди завладяването им и са стоели в противовес на военноморските сили на Картаген през Пуническите войни. Първата масивна интервенция на римските войски в Отвъдалпийска Галия поставя под римски контрол крайбрежния път между основаните десетилетия преди това от елински заселници Никея и Масилия. Тези два града остават важни търговски центрове и в рамките на Римската империя по протежение на северозападния бряг на Средиземно море, а маршрутът между тях е част от най-прекия наземен път между Рим и иберийските провинции.

### Под римска власт
През 135 г. пр.н.е. салите застрашават Масилия, което води до безуспешна военна експедиция Марк Фулвий Флак. През 124 г. пр.н.е. консулът Гай Сексций Калвин в крайна сметка завладява голяма част от земите на салите и се връща с триумф в Рим. Той завладява и столицата им – опидум Антремон и основава град Акве Сексцие Салувиорум. В следващите две години Гней Домиций Ахенобарб и Квинт Фабий Максим проникват на север по долината на река Роданус и покоряват племената на алоброгите и съседните им арверни. Създаден е първият римски път в Галия – Виа Домиция. Към 102 г. пр.н.е. провинцията е неколкократно опустошавана по време на Кимврийската война преди Гай Марий да отблъсне окончателно нашествениците. Последвалото възстановяване на Нарбонска Галия позволява нейната пътна мрежа и множество морски пристанища да се използват за търговията в долината на Рона с вино, масло, плодове, сирене, риба и пшеница. Малко преди началото на Новата ера в провинцията е построен стратегическият път Виа Агрипа. През 47 г. император Клавдий дава достъп на галската аристокрация до всички длъжности на римската магистратура и не след дълго сред сенаторите и римските „конници“ се появяват галски фамилии. През 69 г. галският елит масово отказва да се включи в бунта на батавите, тъй като вече не вижда никаква изгода от това. След Кризата от III век и установяването на Тетрархията Нарбонска Галия е административно поделена на Първа и Втора (на латински: Narbonesis I et Narbonensis II), които са приобщени към Диоцеза на Седемте провинции в рамките на Преторианска префектура Галия.
- Територия на римската провинция Нарбонска Галия около 58 пр.н.е.
- Нарбонска Галия около 112 г.